# Радунович, Павле
Павле Радунович (серб. Павле Радуновић / Pavle Radunović; 26 мая 1996, Белград, Югославия) — сербский футболист, левый полузащитник и нападающий.

## Биография
Павле родился в Белграде. Начал свою карьеру в молодёжном составе клуба «Рад», затем перешёл в клуб «Синджелич», дальше в карьере был клуб ОФК (Белград). В сезоне 2017/18 забил за ОФК 14 голов в третьем дивизионе Сербии. В июне 2018 года перешёл в клуб «Балтика» (Калининград). В конце декабря 2018 года покинул калининградский клуб. В 2019 году вернулся в «Синджелич». В 2020 году провёл 3 матча в элитном дивизионе чемпионата Черногории за клуб «Петровац». Далее выступал за сербский «Рад» и румынскую «Поли Тимишоару».